# 세인트메리스역
세인트메리스역 (St. Mary's Station)은 캐나다 온타리오주 남서부의 세인트메리스에 위치해있는 철도역이다. 1858년에 세인트메리스 정션역이 개통한 이후 마을 주민들의 편의를 위해 두 차례 역 위치를 옮겨 1907년에 오늘날의 위치에 개통하였다. 이 역에는 토론토와 사니아를 오가는 VIA 철도 열차가 하루에 한 편씩 정차한다. 이 역 건물은 1987년 10월에 문화유산으로 지정되었다.

## 위치
세인트메리스역은 캐나다 내셔널 철도가 소유하는 궬프선 99.7 마일 (160.5 km) 지점에 위치해있으며, 서쪽으로는 런던역, 동쪽으로는 스트랫퍼드역이 위치해있다. 전역인 스트랫퍼드에서 고드리치선이 궬프선에서 분기하여 고드리치까지 이어진다. 궬프선이 런던역에 진입하기 직전에 캐나다 태평양 철도 골트선과 평면으로 교차하며, 이후 CN 던다스선과 합류한다.

## 역사

### 세인트메리스 정션역
세인트메리스역은 1858년에 그랜드트렁크 철도 (GTR)가 토론토에서 궬프를 거쳐 사니아까지 철도를 지으면서 개통하였다. 그랜드트렁크 철도의 원래 인가서에 따르면 철도 운영사가 토론토에서 몬트리올까지 노선을 건설할 것이라고 명시했다. 하지만 그랜드트렁크는 이 노선이 좋지 않을 것이라는 것을 빠르게 깨닫고 그레이트 웨스턴 철도를 주요 경쟁사로 지정했다. 그레이트 웨스턴은 나이아가라폴스에서 윈저까지 노선을 건설하였고, 이에 따라 그랜드트렁크도 토론토에서 궬프까지 건설권을 일부 획득하였고, 이후 사니아까지 건설권을 획득하였다. 궬프를 지나 1856년에 스트랫퍼드까지 다다른 노선은 1858년에 세인트메리스까지 이어졌다.
그랜드트렁크는 당시 런던 시장이였던 데이비드 글래스로부터 넓은 땅을 확보할 수 있었다. 이 역은 세인트메리스 중심에서 1.5km 떨어져 있음에도 불구하고 마을 외곽에 역을 세웠다. 그랜드트렁크는 또한 사니아로 이어지는 철도 노선을 따라 마을 북쪽에 철교를 건설하였다. 역 설계는 그조스키 사에서 석회암으로 건설한 표준 클래스 "A" 중간역 기준으로 따랐다. 이 역은 일반 대합실, 역장실, 수하물 보관소가 있는 이탈리아식 건축 양식을 따랐다. 1859년, 그랜드트렁크 철도가 런던으로 가는 지선을 완성하고 세인트메리스를 통과하는 두 번째 철교를 건설하면서 역이 자리를 잡게 되었다.
세인트메리스 주민들은 마을에 기차역이 있는 것에 만족했지만, 위치가 마음에 들지 않았다. 하지만 철도 회사 측은 꿈쩍도 하지 않았고 정부 또한 회사의 손을 들어주었다. 새 노선이 개통하면서 그랜드트렁크는 역 근처에 6대의 차량을 주박할 수 있는 석회암으로 지어진 원형 차량기지와 기관차의 방향을 전환하는 데 쓰이는 회전식 설비인 전차대, 이 외에도 화물열차를 위한 추가 주박 공간이 지어졌다. 1863년 밤 사이에 이 역에서 전신 기사로 일했던 사람은 미국의 발명가인 토머스 에디슨으로, 그는 해고되기 전에 이 지역의 몇몇 그랜드트렁크 철도역에서 근무한 뒤 미국으로 돌아갔다. 그랜드트렁크가 볼록한 전신실을 추가하는 등 기존 역을 다수 개량했지만, 대부분의 여객열차가 세인트메리스 정션역을 통과했기 때문에 이 역에는 아무것도 추가되지 않았다.
1923년에 그랜드트렁크 철도가 캐나다 내셔널 철도 (CN)로 공영화되면서 운행 횟수를 점차 감축하여 1941년에 정션역의 여객열차 운행을 중단하였지만, 차량기지와 관제소는 계속 운영하였다. 1964년에는 원형 차량기지가 철거되었고 1973년에는 역과 차량기지가 문을 닫았다. 캐나다 내셔널 철도는 1989년에 사니아선의 운행을 완전히 중단하였다.
1988년에 마을에 있는 세인트메리스역과 분기역인 정션역 둘 다 마을에 매각되었고, 1989년에는 사니아선 철교도 마을에 매각되었다. 마을 역은 갤러리와 상업 시설로 빠르게 용도가 변경되었지만 VIA 철도가 계속해서 이 무인역에 정차하였다. 그러나 가장 큰 문제는 시내 중심에서 멀리 떨어진 곳에 위치한 정션역으로, 자주 사용하는 역은 아니라서 보전 상태가 좋았다. 하지만 마을의 어떤 기업도 이 건물의 복원 비용을 감당해낼 수 없었으며, 마을에서 떨어져있다보니 이 건물에 창업하기엔 수지타산이 맞지 않았다. 정션역은 1993년에 연방 문화유산으로 지정되었고, 마을은 역이 훼손되지 않도록 방범용 울타리를 설치하였다. 1996년에 캐나다 내셔널 철도는 기존 사니아선을 폐선하여 이 구간을 산책로로 탈바꿈하였다.
세인트메리스는 2019년에 새로운 부동산 개발로 주변 지역에 건물이 하나둘씩 들어서면서 기존 정션역에 새로운 세입자를 찾기로 하였다. 2019년 11월, 수제맥주 전문점이 이 역에 자리를 잡게 되었고 지역 이름에 걸맞는 브로큰 레일 브루잉 (Broken Rail Brewing)이 역 건물에 자리잡았다. 수년 간의 방치에도 불구하고, 이 역은 예상했던 것보다 상태가 더 괜찮은 편이였다. 복원과 현대화 작업으로 바닥, 벽, 그외 다양한 역사적 세부 사항이 보존되고 역 건물을 청소하면서 여러 유품도 발견하였다. 2020년 정션역에는 처음으로 수제맥주가 제조되었으며, 이듬해 3월에는 양조장이 문을 열면서 역 옆에는 그랜드트렁크의 승무원실도 복원되었다.

### 세인트메리스역
세인트메리스역은 1907년 그랜드트렁크 철도가 마을 중심으로의 편리한 접근을 위해 개장하였다. 역 건축가는 스트랫퍼드의 E. 챈들러이다. 1858년에 그랜드트렁크 철도가 지어졌을 때 세인트메리스는 마을에서 1.5km 떨어진 정션역에만 철도가 정차하였다. 하지만 마을 중심가에 편리하게 이용할 수 있는 역을 지어달라는 지역 주민들의 요구에 따라 GTR은 철도가 제임스 스트리트를 지나는 지점에 자그마한 간이역을 설치하였다. 하지만 주민들은 여전히 역 위치에 만족하지 못했고, 1907년에 오늘날에 위치에 새로운 벽돌역을 설치하였다.
1980년대에 세인트메리스는 이 역이 폐쇄되거나 철거되는 것을 막기 위해 역의 소유권을 취득하였고, 1988년 9월 26일에 역 건물의 복원과 보수 작업을 완료하였다. 이 역은 1987년부터 온타리오주 문화유산법 제4부에 따라 온타리오주의 문화유산으로 지정되었다.
2021년 9월, 메트로링스는 키치너선 통근열차를 하루 1회 런던역까지 연장 운행한다고 밝혔으며, 이 열차는 스트랫퍼드와 세인트메리스역에 정차하고 있다. 키치너선 런던행 열차는 2년 간의 운행 끝에 2023년 10월 13일에 운행을 중단하게 되었다.

## 시설
세인트메리스역에는 VIA 철도 직원이 상주하며, VIA 철도 매표소는 평일 오전 5시 45분부터 6시 45분까지, 오전 10시 15분부터 11시 15분까지, 또한 오후 7시부터 9시까지 개장하며 주말에는 오전 10시 15분부터 11시 15분까지, 오후 8시부터 9시까지 개장한다. 이 외 시간대에는 VIA 철도 홈페이지나 앱 또는 고객센터에 전화하여 표를 예매해야 한다. 세인트메리스역에는 대합실과 화장실, 공중전화가 있으며, 역 밖에는 무료 주차장이 있다. 역과 승강장, 열차 내부는 휠체어 승객이 이용할 수 있으며, 휠체어 리프트 또한 구비되어있다.
이 역에서 GO 트랜싯 통근열차를 이용하는 승객은 매표소에서 GO 트랜싯 티켓을 팔지 않는 관계로 스마트폰으로 GO 트랜싯 홈페이지에 들어가 이티켓을 구매한 다음, 출발 5분 전에 사용해야 한다.

## 운행 계통
세인트메리스역에는 토론토와 런던, 사니아를 오가는 VIA 철도 열차가 하루 1회씩 정차한다.

## 버스 연결편
이 역에는 퍼스 카운티를 운행하는 광역버스인 PC 커넥트 버스 B, 2, 3번 버스가 역에서 350m 가량 서쪽으로 떨어진 세인트메리스 시청 앞에 정차한다. B 버스는 스트랫퍼드와 세인트메리스를, 2번 버스는 키치너, 워털루, 뉴햄버그, 셰익스피어, 스트랫퍼드와 세인트메리스 사이를 운행하며, 3번 버스는 런던, 세인트메리스, 스트랫퍼드 사이를 운행한다. 세 노선은 월요일부터 토요일까지 운행한다.

## 같이 보기
- 코리더 (VIA)